# Darstellungssatz für Boolesche Algebren
Der Darstellungssatz für Boolesche Algebren (auch: Darstellungssatz von Stone oder Stonescher Darstellungssatz) ist ein Satz aus der Verbandstheorie, der 1936 von dem US-amerikanischen Mathematiker Marshall Harvey Stone entdeckt wurde. Er besagt, dass jede boolesche Algebra zu einer Mengenalgebra isomorph ist, und zwar zu der booleschen Algebra der abgeschlossenen und zugleich offenen Mengen in einem so genannten Stone-Raum.

## Aussage
Sei {\displaystyle \langle B,\wedge ,\lor ,\neg ,0,1\rangle } eine Boolesche Algebra. Dann gibt es eine Menge {\displaystyle M} und eine injektive Abbildung {\displaystyle h\colon \,B\to {\mathcal {P}}(M)}, sodass für alle {\displaystyle b,c\in B} gilt:
- {\displaystyle h(0)=\emptyset }, {\displaystyle h(1)=M}
- {\displaystyle h(b\wedge c)=h(b)\cap h(c)}
- {\displaystyle h(b\lor c)=h(b)\cup h(c)}
- {\displaystyle h(\neg b)=M\setminus h(b)}

Die Boolesche Algebra ist also isomorph zu der Mengenalgebra auf {\displaystyle h(B)}.

## Beweis
Sei {\displaystyle M} die Menge aller Ultrafilter (im Sinne der Ordnungstheorie) auf {\displaystyle B}. Für {\displaystyle b\in B} definiere {\displaystyle h(b)=\lbrace U\in M\mid b\in U\rbrace }. Dann gilt:
- Injektivität: Sei {\displaystyle b\neq c}, also {\displaystyle b\not \leq c} oder {\displaystyle c\not \leq b}. Ohne Einschränkung gelte {\displaystyle b\not \leq c}. Daher ist {\displaystyle \lbrace b\wedge (\neg c)\rbrace \neq \lbrace \emptyset \rbrace }, lässt sich also zu einem Ultrafilter erweitern. Dieser enthält {\displaystyle b} aber nicht {\displaystyle c}, also {\displaystyle h(b)\neq h(c)}
- {\displaystyle h(0)=\emptyset } und {\displaystyle h(1)=M}, denn kein Ultrafilter enthält die {\displaystyle 0} und jeder Ultrafilter enthält die {\displaystyle 1}
- {\displaystyle h(b\wedge c)=h(b)\cap h(c)}, weil für jeden Filter {\displaystyle U} gilt: {\displaystyle b\wedge c\in U\Leftrightarrow \lbrace b,c\rbrace \subseteq U}
- {\displaystyle h(b\lor c)=h(b)\cup h(c)}
  - "{\displaystyle \subseteq }": Sei {\displaystyle U} Ultrafilter mit {\displaystyle b\lor c=\neg (\neg b\wedge \neg c)\in U}, angenommen {\displaystyle b,c\notin U}, also {\displaystyle \lbrace \neg b,\neg c\rbrace \subseteq U}, und daher {\displaystyle \neg b\wedge \neg c\in U}, dies steht im Widerspruch dazu, dass {\displaystyle U} Ultrafilter ist.
  - "{\displaystyle \supseteq }": Sei {\displaystyle U} Ultrafilter mit {\displaystyle b\lor c\notin U}, dann ist {\displaystyle \neg b\wedge \neg c=\neg (b\lor c)\in U}, also {\displaystyle b\notin U} und {\displaystyle c\notin U}
- {\displaystyle h(\neg b)=M\setminus h(b)}, weil {\displaystyle \neg b\in U\Leftrightarrow b\notin U}

## Dualitätstheorie
Der Darstellungssatz von Stone macht eigentlich eine noch präzisere Aussage und lässt sich zu einer Dualitätstheorie ausbauen, wie im unten angegebenen Lehrbuch von Paul Halmos ausgeführt wird.
Ist {\displaystyle B} eine Boolesche Algebra und steht {\displaystyle 2:=\{0,1\}} für die zweielementige Boolesche Algebra, so sei {\displaystyle X} der Raum der Homomorphismen {\displaystyle B\rightarrow 2}. Dieser Raum ist eine abgeschlossene Menge in {\displaystyle 2^{B}=\{0,1\}^{B}}, wobei letzterer mit der Produkttopologie versehen sei.
Daher ist {\displaystyle X} ein sogenannter Stone-Raum oder boolescher Raum, das ist ein total unzusammenhängender, kompakter Hausdorffraum; man nennt ihn den zu {\displaystyle B} dualen Raum. Aus diesem Grunde nennt man total unzusammenhängende, kompakte Hausdorffräume auch Boolesche Räume.
Ist umgekehrt {\displaystyle X} ein Stone-Raum, so sei {\displaystyle B} die Boolesche Algebra der offen-abgeschlossenen Mengen in {\displaystyle X}; diese nennt man die zu {\displaystyle X} duale Boolesche Algebra.
Der Darstellungssatz von Stone sagt nun aus, dass jede Boolesche Algebra zu ihrem Bidual isomorph ist, das heißt zur dualen Algebra ihres dualen Raums. Daher kann man genauer sagen, dass jede Boolesche Algebra zu einer Mengenalgebra isomorph ist, wobei die Mengen genau die offen-abgeschlossenen Mengen eines Stone-Raumes sind.
Die Dualität gilt auch für die Stone-Räume: Jeder Boolesche Raum ist homöomorph zu seinem Bidual, das heißt zum dualen Raum seiner dualen Booleschen Algebra.
Darüber hinaus korrespondieren die Homomorphismen von der booleschen Algebra {\displaystyle X} in die boolesche Algebra {\displaystyle Y} in natürlicher Weise mit den stetigen Abbildungen vom dualen Raum von {\displaystyle Y} in den dualen Raum von {\displaystyle X}, das heißt, die Abbildung auf den dualen Raum lässt sich in natürlicher Weise zu einer kontravarianten Äquivalenz zwischen der Kategorie der booleschen Algebren und der Kategorie der Stone-Räume fortsetzen.